# Phytophthora ramorum
Phytophthora ramorum is een soort waterschimmel die veroorzaker is van de plantenziekte SOD (afkorting van sudden oak death; Engels voor 'plotse eikensterfte'). De ziekte doodt eiken en andere boomsoorten en heeft al ravages aangericht in de eikenbossen van de Amerikaanse staten Californië en Oregon, maar komt ook voor in Europa. P. ramorum treft niet alleen soorten uit het geslacht Quercus, maar ook Notholithocarpus densiflorus en de houtige sierplanten van de geslachten Rododendron, Viburnum en Pieris. Bekende symptomen zijn boomkankers op de stam en extreem bladverlies, waarna de bomen meestal sterven. P. ramorum werd in 1995 ontdekt. De oorsprong van het pathogeen is onbekend, al zijn er indicaties dat P. ramorum een exoot is. De schimmel beheersen en bestrijden is erg moeilijk; de symptomen vroeg opsporen is een cruciale eerste stap.

## Afbeeldingen

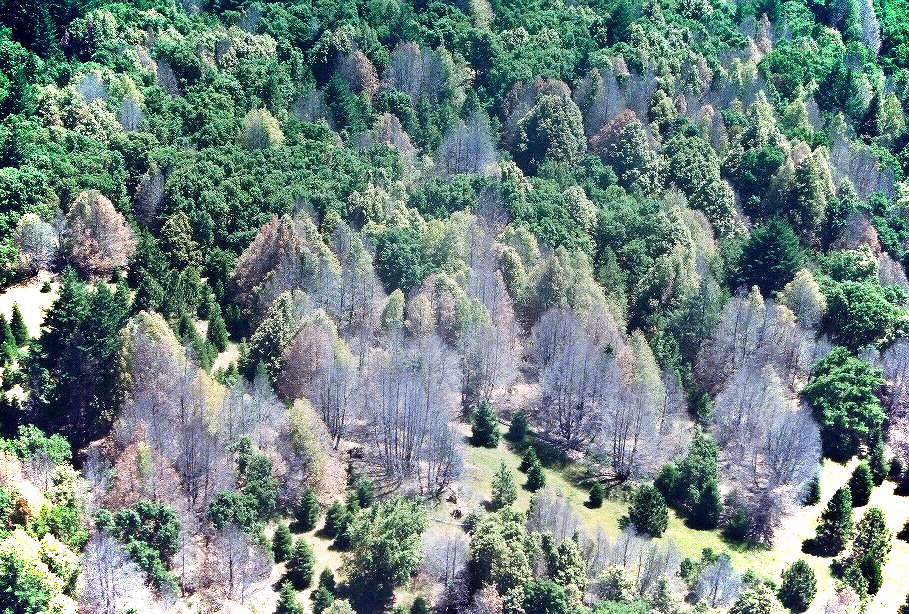
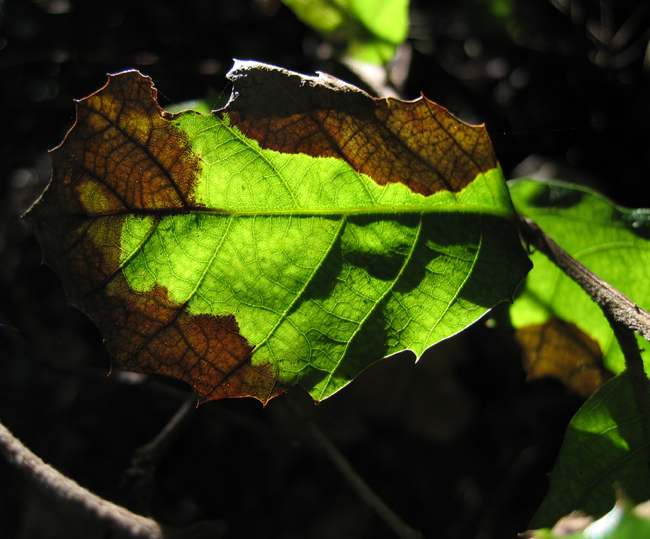
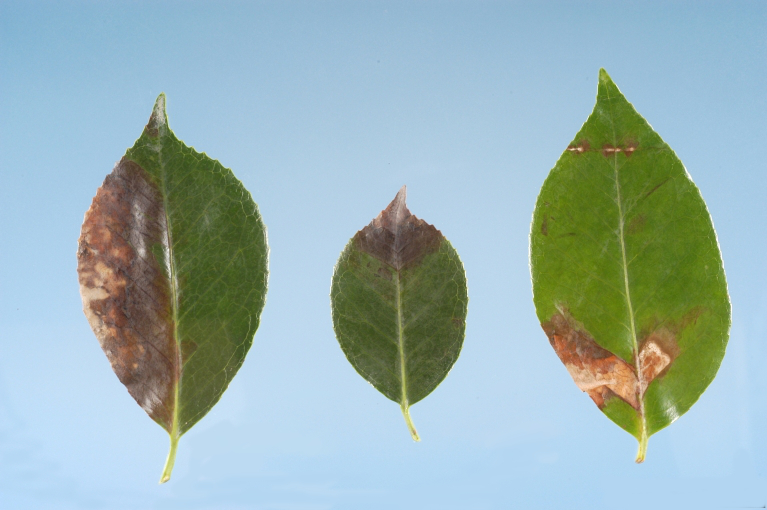